# チャンプカー・ワールド・シリーズ

チャンプカー・ワールド・シリーズのロゴ

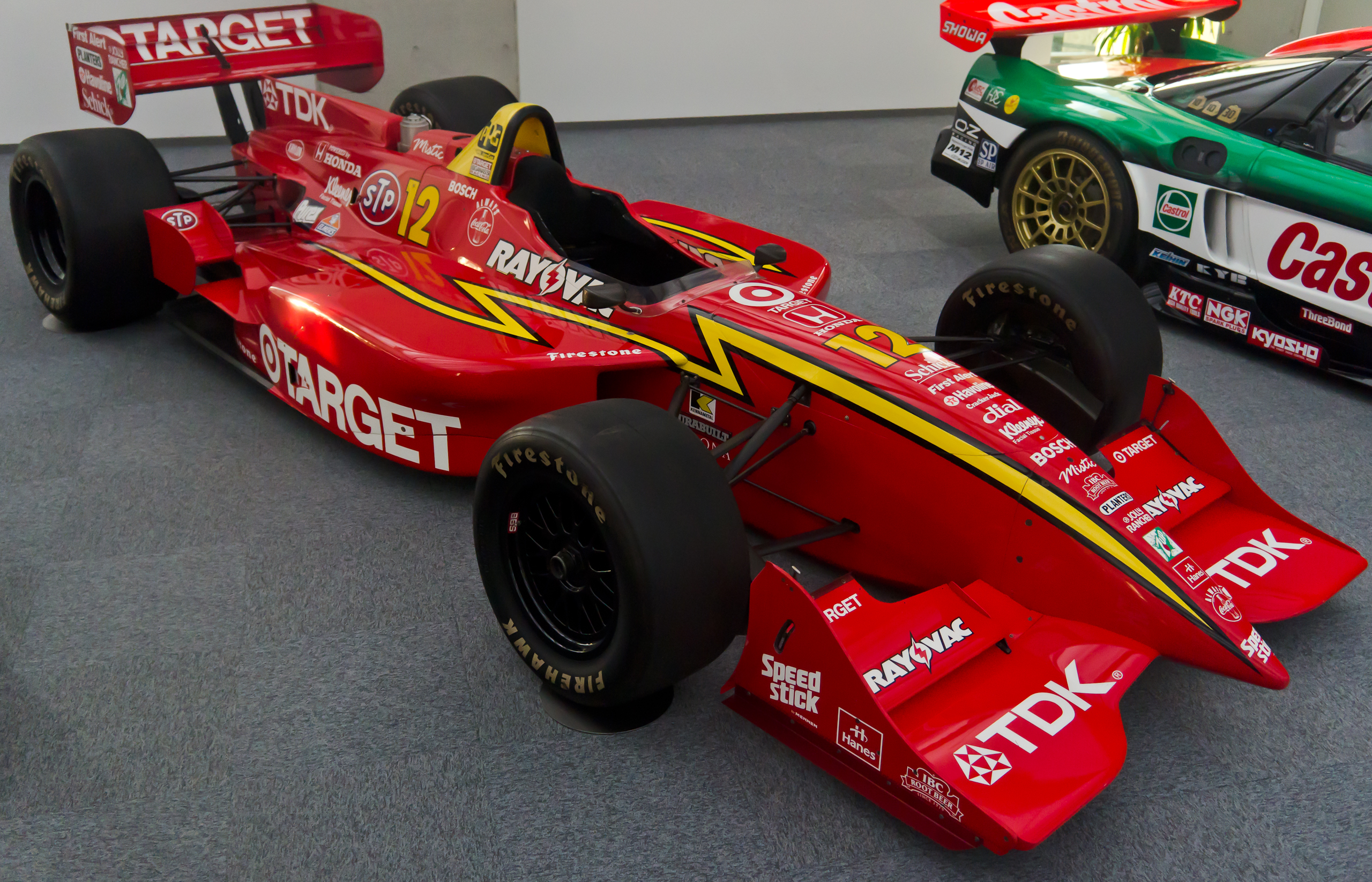
1996年のCARTで使用されたレイナード・96i

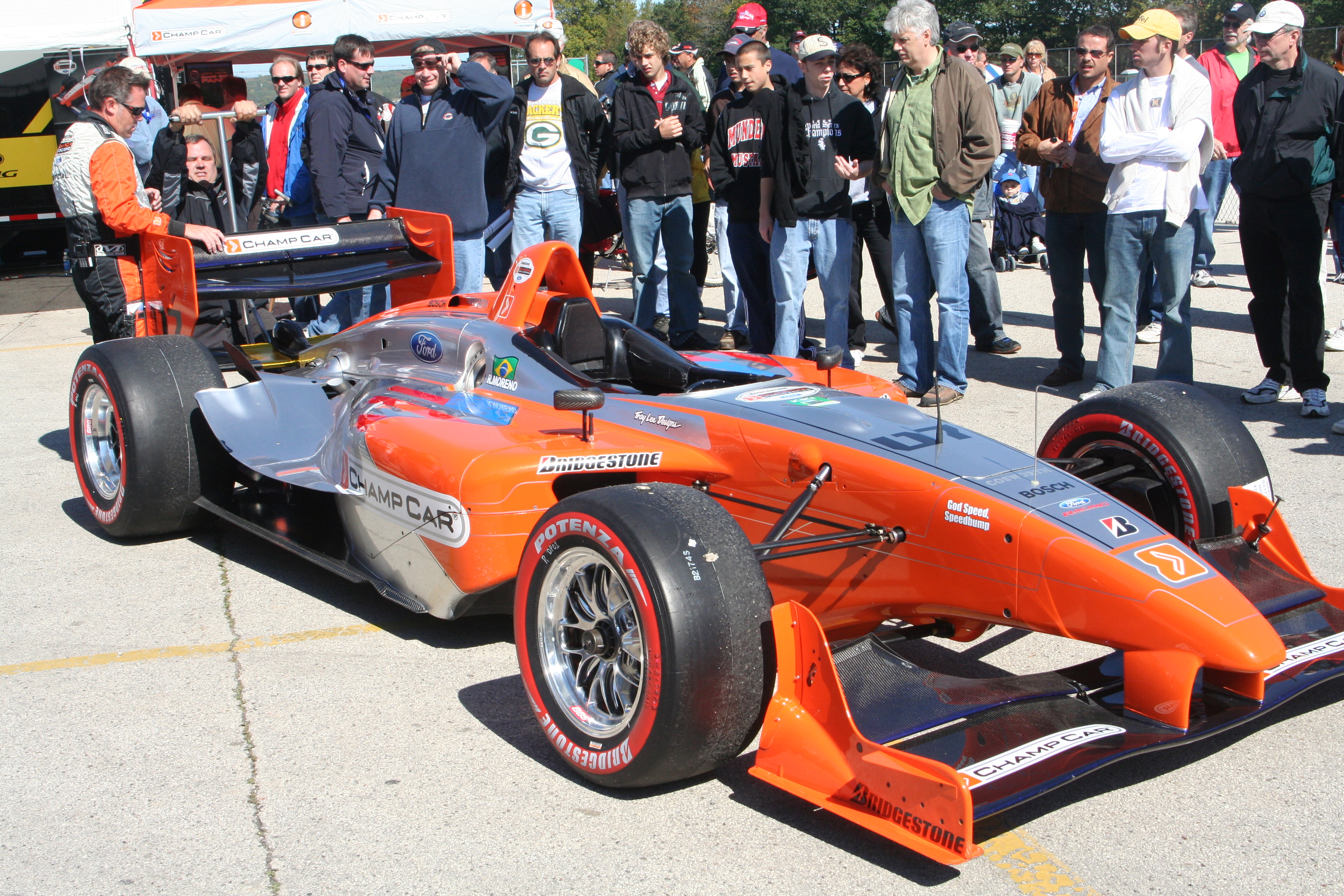
チャンプカー最後のマシン、パノス・DP01

チャンプカー・ワールド・シリーズ（英: Champ Car World Series）はかつて存在した、アメリカ合衆国を中心として開催されるフォーミュラカー（オープンホイール）の自動車レース選手権である。カテゴリとしても、また選手権の略称としてチャンプカー（英: Champ Car）と呼ばれることもあった。
運営団体のOWRS（英: Open Wheel Racing Series）は、2003年に経営破綻したCART（カート、英: Championship Auto Racing Teams）からCART ワールド・シリーズを引き継ぐ形で2004年に始まったが、2008年の第1戦ロングビーチGPの開催をもって第2戦以降は全戦キャンセルとなり、シリーズを終了した。
レースによっては1イベントで20万人もの観客を集めることもあり人気が高かった。日本でも1992年から2002年まではNHK-BSで、2003年までG+ SPORTS & NEWS（現・日テレG+）で放送されていた。その後は日本でのTV放送はされていないが、公式サイトで年間契約の課金登録をする事により、英語放送のストリーミング中継や、2001年シーズン以降のアーカイブ映像を視聴する事が可能だった。
本項では前身となったインディカー・ワールド・シリーズ（1979年-1996年）及びCART ワールド・シリーズ（1997年-2003年）についても記載する。

## 沿革

CARTのロゴ　(1997-2002)

### インディカー・ワールド・シリーズの隆盛
1979年より、スポーツカークラブ・オブ・アメリカ（SCCA）に認可された統括組織CART (Championship Auto Racing Teams) が、「インディカー・ワールド・シリーズ」と呼ばれるフォーミュラカー・レース選手権を運営していた。1990年代前半には世界的にも一時期F1と肩を並べる勢いをもった。その中でF1からインディ、インディからF1へとドライバーの移籍交流があった。

### インディアナポリス・モーター・スピードウェイとの対立
ただ、そのためにインディカー・ワールド・シリーズに参戦するアメリカ人ドライバーの減少と、何よりアメリカンレーシングそのものであるオーバルレースの減少に、世界三大レースのひとつで当時インディカー・ワールド・シリーズの1ラウンドを構成していたインディ500の開催地であるインディアナポリス・モーター・スピードウェイ (IMS)オーナーのトニー・ジョージ は不満を持ち、1994年にはIMSが1996年よりインディ500の開催権をCARTから剥奪し、新規に選手権とその統括組織を発足させる旨の発表をするに至る。その後1995年までにCARTとIMSとの間で何度か交渉が持たれたが話がまとまらず、1996年から2つの選手権に分裂することになった。

### インディの分裂
CART側はインディ500をシリーズカレンダーから除き、それまでのレギュレーションのレースを維持する一方で、IMS側は統括組織として新たにインディ・レーシング・リーグ (IRL、現IndyCar) を設立し、インディ500を中心としたオーバルレース専門の選手権インディ・レーシング・リーグを運営開催することになった。
「インディ」はIMSが持つ商標であるため、1997年よりCART側は「インディ」と称することができなくなり、選手権名称は「CART ワールド・シリーズ」に、インディカーとよばれていたマシンはチャンプカー (Champ Car) へと名称が変更された（チャンプカーとは1909年から続いているアメリカ国内チャンピオンシップを走るマシン）。ちなみにインディカーはIRL側のマシンの呼称となった。
IRLは、1996年のインディ500に「25/8ルール」を導入した。これはIRLシリーズに参戦するドライバーに、33台中25台のスタートポジションを保証するというものであった。CARTはこれに猛反発、ミシガン・インターナショナル・スピードウェイにてU.S. 500という大規模オーバルイベントを企画し、27台のエントリーを集めた。1997年以降もCARTはインディ500と競合するスケジュールでレースを開催した。

### CARTの衰退
しかし、分裂後もメーカーの参戦、ドライバーレベルの高さ、レースの面白さもあって2001年まで盛り上がりを見せ、分裂前のブラジル、オーストラリアに加え、日本やヨーロッパにも進出したCARTだったが、2001年のポップオフバルブを巡る「ターボゲート」と呼ばれる一連の騒動や、2002年末のエンジン規定改正を巡るいざこざでトヨタ、ホンダが撤退、両社は2003年にIRL主催のインディカー・シリーズへ移籍した事でシリーズ自体の存続が危ぶまれるようになった。また名門ペンスキーをはじめ、それまでの参戦チーム、ドライバーも多数がインディカー・シリーズへと移籍、更には2002年末をもってそれまでの冠スポンサーであったフェデックスがスポンサーシップから降りてしまった事が決定打となり、2003年にCARTは破産した。

### CARTからOWRSへ
破産当時、旧CARTの株式評価額は1株当たり25セントまで暴落し、IRLのトニー・ジョージが吸収合併を見込んだ買収に意欲を見せたが、旧CARTの有力チームのオーナーであり、経営陣にも名を連ねていたジェラルド・フォーサイス（フォーサイス・レーシング）、ポール・ジェンティーロジー（ロケットスポーツ・レーシング）、ケビン・カルコーベン（KVレーシング・テクノロジー）およびダン・ペティ（フォーサイス・レーシングの共同オーナー）の4名が連名でOWRS （Open Wheel Racing Series）という新団体を設立、カルコーベンがチェアマンとなる形で旧CARTの存続を目指す事になった。
こうしてCARTは2004年にOWRSに全ての資産を売却し、運営団体、名称としてのCARTは消滅。その後チャンプカー・ワールドシリーズ (CCWS) として再生を図っていたが、2007年のシリーズ開幕を前に、タイトルスポンサーであるフォードが「スポンサーシップが経営目標に合致していない」ことを理由に、同年1月26日にタイトルスポンサー契約の打ち切りを決めた。これらの影響に加え、アメリカ国内でのモータースポーツ人気がNASCARに集中し、観客動員などに低下傾向が見られるようになったため、トニー・ジョージとケビン・カルコーベンの間でシリーズ合併の交渉が行われ、2008年シーズンからIRLとシリーズを統合することが決定（事実上IRLによる吸収合併であった）、プロモーターとの契約の関係で、同年4月20日にロングビーチ市街地コースで行われるレースを最後にシリーズが終了した。

### インディカーとの統合
チャンプカーの吸収合併により、チャンプカー側が開催権を保有していたロングビーチを始めとするロードコースの大イベントの多くや、トップチームのニューマン・ハース・レーシングをはじめ、ロケットスポーツやデイル・コイン・レーシングなどほとんどのチームやドライバーがインディカーへそのまま合流したが、「トニー・ジョージの経営方針への不服従」を直接の理由として、トップチームの一角であったフォーサイス・レーシングがチャンプカーと運命を共にする形でチーム自体を解散、HVMレーシングに「ミナルディ」の名称を貸与していた元F1チームオーナーで名称権保持者のポール・ストッダートも、ジェラルド・フォーサイスと同様の理由でHVMから手を引き、アメリカのレース活動から去っていった。また、エンジンサプライヤーのコスワースとシャシメーカーのパノスも、チャンプカーの消滅と共にそのままアメリカン・オープンホイールから撤退した。
なお、旧チャンプカーの一部関係者が最後まで従属を拒み続けたトニー・ジョージは、インディ500の開催とIRLを運営する傍ら、（両シリーズの最大のライバルである）ストックカーのNASCARにブリックヤード400の開催を承認するなどの行動をとっており、NASCARを通じてCART/チャンプカーのオーバルレースの開催に間接的に影響力を行使できる立場であった。トニー・ジョージはまた、フォーミュラ1やロードレース世界選手権（Moto GP）を、レーストラックを大幅に改修してまでインディアナポリスへ招聘、IRLにおいてはヴィジョン・レーシングを主催し、継子のエド・カーペンターをメインドライバーに起用するという露骨な縁故主義を示した。結果としてIRLは2000年代初頭のCART全盛期には、インディ500を除くほとんどのレースイベントにおいて不入りに喘ぐ状況であった。1996年シーズンの時点でNASCARとCARTの全米視聴率はほぼ拮抗していたが、CARTの弱体化に伴いNASCARは全米最大の人気を持つモータースポーツとなり、シーズン統合後も未だインディ500を含むインディカーの人気はNASCARのそれに及ぶ回復を見せていない。レースジャーナリストのゴードン・カービィはこうした状況を総括して、「覇権のためならば手段を選ばないトニー・ジョージの露骨な経営方針と、CART/チャンプカーのレギュレーションやシーズン運営方針に対する主体性の無さ、その両者が繰り広げた不毛な抗争は、結果として（インディ500を含む）アメリカン・オープンホイールの人気を失墜させる原因となった。」「これらの事例は近代スポーツにおける最も自己破壊的な行為である。」と断じており、ニューヨーク・タイムズは2009年のトニー・ジョージのインディアナポリスCEO辞任に際して、「アメリカン・オープンホイールを愛する純粋な米国人ファンにとっては、彼の辞任は余りにも遅きに失した。」と報じた。

## 概要

### 特徴
シリーズの特徴としては、常設サーキット（ロード）、公道コース（ストリート）、オーバル（末期は開催せず）の3種類のコースで行われ、満遍なくどのコースでも速さを求められるカテゴリーとなっていた。しかしIRLの台頭や、NASCARを初めとする他カテゴリー統括団体によるオーバルトラック買収の影響により、オーバルレースは減少、のち消滅を余儀なくされ、またロードレースでも独立資本のサーキットが減少している事情などもあり、末期には他団体や特定メーカーの干渉を受けにくいストリートレースが、シリーズの中心を占めるようになっている状況だった。
エンジンは2.65リッターのシングルターボで、燃料としてガソリンではなくメタノールを使用するのが特徴（なおインディカーは2007年よりエタノール燃料に転換している）。また、F1などで禁止されていたウイングカー構造のシャシを使用していた。マシン、エンジン、タイヤに関してはレギュレーション上基本的にはどのメーカーでも参戦できる事になっていたが、2002年の騒動により2003年よりエンジンはフォード（コスワース）、タイヤはブリヂストンの独占供給となっていた。シャシーはマーチやレイナード、ローラ、スウィフトなどが販売・供給しており、独自シャシーを採用するチームはペンスキーやシャパラルなど、ごく一部に限られていた。2002年のレイナード倒産により、一時ローラの独占状態となった。2007年からはパノスが新シャーシを独占供給することが定められ、車幅の切り詰めなど思い切った改正が行われた。
2005年シーズンからは、レース中合計60秒間だけエンジンパワーを増大させることができる「Push-to-Pass」ボタンや、本気のアタック時に使用するサイドウォール部分が赤く塗られたソフトタイヤ（通称「レッドタイヤ」）などの新機軸が導入された。

### 下位カテゴリ
ステップアップカテゴリーとして、過去にF3000に近いインディ・ライツ(2008年よりIRL主催の旧インディ・プロ・シリーズがこの名称に改称)、F3に近いフォーミュラ・トヨタ・アトランティックの2カテゴリーによってCARTのフォーミュラピラミッドが形成されていたが、インディ・ライツは2001年をもって廃止され、以後フォーミュラ・アトランティックのみ運営された。なお、フォーミュラ・アトランティックは2006年よりタイヤが横浜ゴム、エンジンがマツダ・コスワースの供給となり、「ヨコハマ・プレゼンツ・チャンプカー・アトランティック・パワード・バイ・マツダ」として再出発が図られている。バッジネームのみという形ではあるが、マツダにとっては久々にレース活動に復帰を果たした事になっていた。
同カテゴリーは、チャンプカーのシリーズ終了後も「アトランティック・チャンピオンシップ」の名称で引き続きOWRSによる運営が行われ、マツダ等のスポンサーも引き続きシリーズ運営に関わっていくことを表明していたが（ただしタイヤ供給はクーパーに交代した）、アメリカ国内の景気低迷の影響から2009年を最後に一時休止状態となった（その後2012年に3シーズンぶりに復活し、2013年は休止されたが2014年からは再び継続的に開催されている）。

### 映画化
2001年にはCARTを舞台としたシルベスター・スタローンの映画「ドリヴン」が制作されたが、本物のCARTドライバーやマシンが多数登場する一方で、ストーリーにおいて実際のCARTでは起こりえない事態が描かれている部分が多い（CARTで使用するメタノール燃料は容易に水で消火・分解が可能なため、映画の後半で起きるような雨の中での燃料漏れによる爆発は考えにくい、雨が降っているのにオーバルコースでレースを行っているなど）。これは、当初「ドリヴン」がF1をテーマとして企画された映画だったため、CARTを舞台とすることに変更された後も当初の脚本の設定が残っていたことが原因ではないかと、一部の関係者は指摘している。

### アジアへの誘致活動
一時期、日本では2007年以降のレース開催を目指して、北海道小樽市では小樽グランプリ推進協議会というNPO団体が立ち上げられ、市街地コースを利用しての『小樽グランプリ』の誘致活動を行っていた。だが、グランプリ開催を前提とするデモランに使う道路が国交省により許可が降りずデモラン自体も無期限延期となり、さらに誘致を行っていたチャンプカーも消滅。資金が集まらなかったこともありその後小樽グランプリ推進協議会の公式ウェブサイトも消えており、活動は事実上頓挫した。
東南アジア圏では小樽の他に、大韓民国もチャンプカー誘致を企画し、2004年にソウル特別市市街地コース、2005年と2006年に安山市に建設中のアンサンスピードウェイでの開催がイベントスケジュールに企画されたが、韓国側の開催計画の杜撰さからスケジュールが度々延期された果てに、いずれの年も開催中止という形で終わっている。

## 歴代チャンピオン
| 年     | チャンピオン                   | チーム                                 | シャシー   | エンジン             |
| ------ | ------------------------------ | -------------------------------------- | ---------- | -------------------- |
| 1979年 | リック・メアーズ               | ペンスキ―・レーシング                  | ペンスキー | コスワース－フォード |
| 1980年 | ジョニー・ラザフォード         | シャパラル・レーシング                 | シャパラル | コスワース－フォード |
| 1981年 | リック・メアーズ               | ペンスキ―・レーシング                  | ペンスキー | コスワース－フォード |
| 1982年 | リック・メアーズ               | ペンスキ―・レーシング                  | ペンスキー | コスワース－フォード |
| 1983年 | アル・アンサーSr.              | ペンスキ―・レーシング                  | ペンスキー | コスワース－フォード |
| 1984年 | マリオ・アンドレッティ         | ニューマン・ハース・レーシング         | ローラ     | コスワース－フォード |
| 1985年 | アル・アンサーSr.              | ペンスキ―・レーシング                  | マーチ     | コスワース－フォード |
| 1986年 | ボビー・レイホール             | トゥルー・スポーツ                     | マーチ     | コスワース－フォード |
| 1987年 | ボビー・レイホール             | トゥルー・スポーツ                     | ローラ     | コスワース－フォード |
| 1988年 | ダニー・サリバン               | ペンスキ―・レーシング                  | ペンスキー | シボレー             |
| 1989年 | エマーソン・フィッティパルディ | パトリック・レーシング                 | ペンスキー | シボレー             |
| 1990年 | アル・アンサーJr.              | ガレス＝クラコ・レーシング             | ローラ     | シボレー             |
| 1991年 | マイケル・アンドレッティ       | ニューマン・ハース・レーシング         | ローラ     | シボレー             |
| 1992年 | ボビー・レイホール             | レイホール＝ホーガン・レーシング       | ローラ     | シボレー             |
| 1993年 | ナイジェル・マンセル           | ニューマン・ハース・レーシング         | ローラ     | コスワース－フォード |
| 1994年 | アル・アンサーJr.              | ペンスキ―・レーシング                  | ペンスキー | イルモア             |
| 1995年 | ジャック・ヴィルヌーヴ         | チーム・グリーン・レーシング           | レイナード | コスワース－フォード |
| 1996年 | ジミー・バッサー               | チップ・ガナッシ・レーシング           | レイナード | ホンダ               |
| 1997年 | アレックス・ザナルディ         | チップ・ガナッシ・レーシング           | レイナード | ホンダ               |
| 1998年 | アレックス・ザナルディ         | チップ・ガナッシ・レーシング           | レイナード | ホンダ               |
| 1999年 | ファン・パブロ・モントーヤ     | チップ・ガナッシ・レーシング           | レイナード | ホンダ               |
| 2000年 | ジル・ド・フェラン             | ペンスキ―・レーシング                  | レイナード | ホンダ               |
| 2001年 | ジル・ド・フェラン             | ペンスキ―・レーシング                  | レイナード | ホンダ               |
| 2002年 | クリスチアーノ・ダ・マッタ     | ニューマン・ハース・レーシング         | ローラ     | トヨタ               |
| 2003年 | ポール・トレーシー             | プレイヤーズ・フォーサイス・レーシング | ローラ     | コスワース－フォード |
| 2004年 | セバスチャン・ボーデ           | ニューマン・ハース・レーシング         | ローラ     | コスワース－フォード |
| 2005年 | セバスチャン・ボーデ           | ニューマン・ハース・レーシング         | ローラ     | コスワース－フォード |
| 2006年 | セバスチャン・ボーデ           | ニューマン・ハース・レーシング         | ローラ     | コスワース－フォード |
| 2007年 | セバスチャン・ボーデ           | ニューマン・ハース・レーシング         | パノス     | コスワース－フォード |

## イベント

### 2006年シーズンのチャンプカー　イベント
※イベント、開催州、決勝日（日付は現地時間）
1. ロングビーチ（カリフォルニア州）4/9
2. ヒューストン（テキサス州）5/13
3. モンテレイ（メキシコ）5/21
4. ミルウォーキー（ウィスコンシン州）6/4
5. ポートランド（オレゴン州）6/18
6. クリーブランド（オハイオ州）6/25
7. トロント（カナダ・オンタリオ州）7/9
8. エドモントン（カナダ・アルバータ州）7/23
9. サンノゼ（カリフォルニア州）7/30
10. デンバー（コロラド州）8/13
11. モントリオール（カナダ・ケベック州）8/27
12. ロード･アメリカ（ウィスコンシン州）9/24
13. ゴールドコースト (クイーンズランド州) オーストラリア 10/22
14. メキシコシティ（メキシコ）11/5

### 2007年シーズンのチャンプカー　イベント
※イベント、開催州、決勝日（日付は現地時間）
1. ラスベガス（ネバダ州）4/8
2. ロングビーチ（カリフォルニア州）4/15
3. ヒューストン（テキサス州）4/22
4. ポートランド（オレゴン州）6/10
5. クリーブランド（オハイオ州）6/24
6. モントランブラン（カナダ・ケベック州）7/1
7. トロント（カナダ・オンタリオ州）7/8
8. エドモントン（カナダ・アルバータ州）7/22
9. サンノゼ（カリフォルニア州）7/29
10. エルクハートレイク（ウィスコンシン州）8/12
11. ゾルダー（ベルギー・リンブルフ州）8/26
12. アッセン（オランダ・ドレンテ州）9/2
13. ゴールドコースト (クイーンズランド州) オーストラリア 10/21
14. メキシコシティ（メキシコ）11/11
15. フェニックス（アリゾナ州）12/2